# Lasiophanes ruber
Lasiophanes ruber är en skalbaggsart som beskrevs av J. Linsley Gressitt och Yves Rondon 1970. Lasiophanes ruber ingår i släktet Lasiophanes och familjen långhorningar.
Artens utbredningsområde är Laos. Inga underarter finns listade i Catalogue of Life.